# 西岸海洋性気候

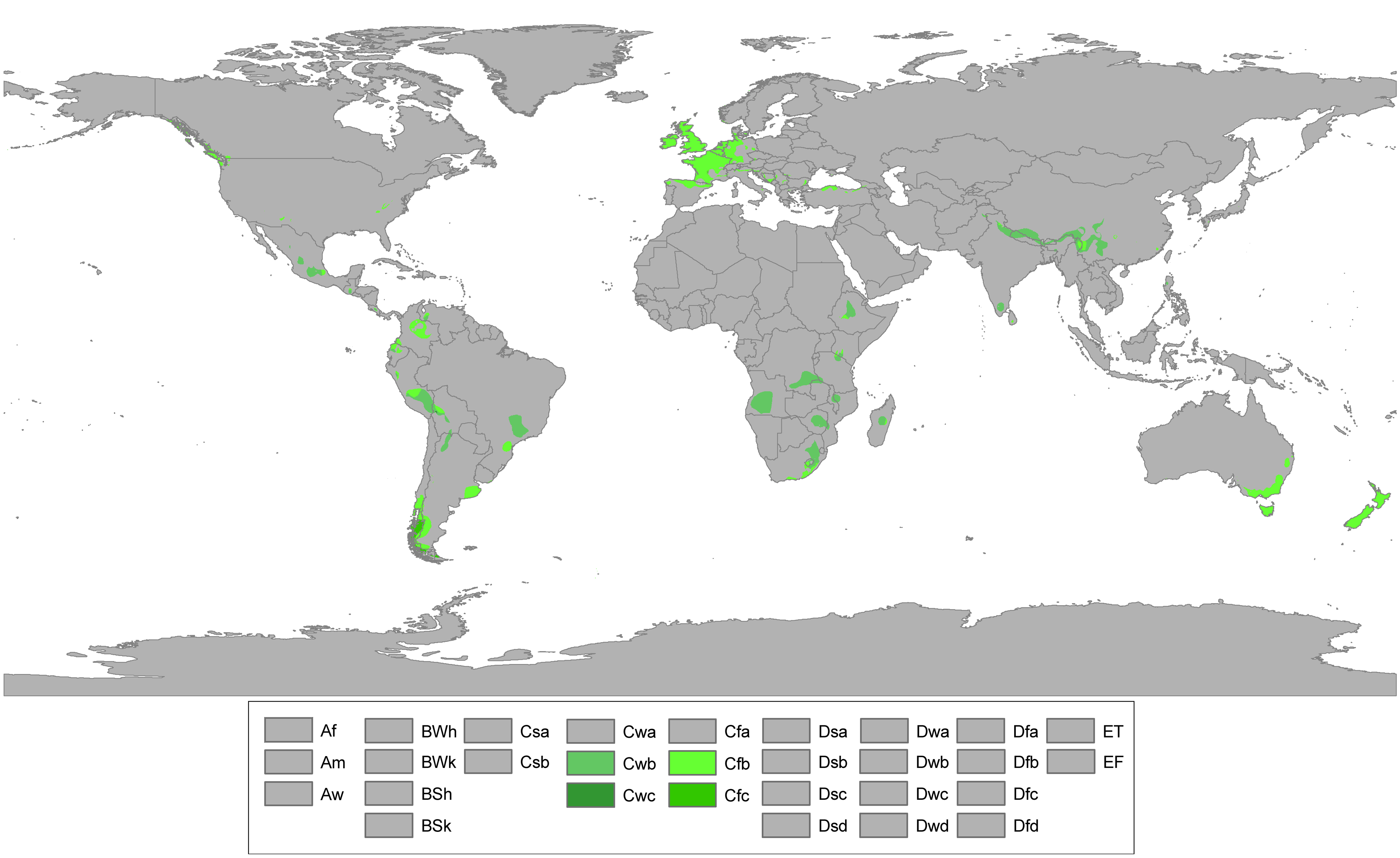
Cfb, Cfc, Cwb及びCwcの分布図

西岸海洋性気候（せいがんかいようせいきこう、Oceanic climate）とはケッペンの気候区分における気候区のひとつであり、温帯に属する。記号はCfbとCfcであり、Cは温帯、fは湿潤（feucht）、b/cは（温帯の中で）夏の気温が低いことを示す。なお、温暖湿潤気候との差異は夏季における気温のみである。
西欧・中欧・カナダ西海岸・チリ南部など大陸の西岸に多くみられる。その他、南アフリカ東部・オーストラリア南東部・ニュージーランドにもみられる。
本来はヨーロッパ西岸において北大西洋海流の影響を受けて形成される気候であるが、定義上当てはまる地区が世界中に散在している（定義外の特徴については異なる点も多い）。
アリソフの気候区分にも同名の気候帯があり、ケッペンの気候区分と同様の気候帯を示す。

## 概要
夏はさほど高温にならず、また冬は緯度の高さに対して気温が高い。海洋からの偏西風の影響下にあるため、気温の年較差は小さい。降水量の年較差も小さい。
Cfbは温帯（多雨）夏冷涼気候または植生からブナ気候と呼ばれている。
対して、夏季短期かつ気温も上がらないCfcは月平均気温10°C以上に達する月が1年のうち3か月もしくはそれ以下で、1年のうちで9か月以上（最大なら11か月）も冬季（寒候期）で占めており、温帯でも極めて冷涼なのが特徴であることから、極温帯気候と呼ばれることがある。また、1年のうちの大部分が冬季で占めている上、夏季短期かつ冷涼の条件が亜寒帯気候（Dfc・Dfd、亜寒帯北部の気候）の条件とよく似ていること、植生面でも亜寒帯気候との共通点も多いことから、海洋性亜寒帯気候、もしくは、海洋性亜北極気候と呼ばれることもある。

## 条件
- 最寒月平均気温が-3℃以上18℃未満。
- 最暖月平均気温が10℃以上22℃未満。
- 年平均降水量が乾燥限界以上かつ下記の条件を満たす。
  - 最多雨月が夏にある場合は、最多雨月降水量≦10×最少雨月降水量
  - 最多雨月が冬にある場合は、最多雨月降水量≦3×最少雨月降水量または最少雨月降水量が30mm以上
- 月平均気温10℃以上の月が4か月以上ならCfb、3か月以下ならCfcとなる。

## 分布地域
大陸西岸で緯度40° - 60°ほどの比較的高緯度の地域に分布する。
ユーラシア大陸西部のほか、チリ南部、オーストラリア大陸南東部、ニュージーランド、太平洋岸北西部（アメリカ合衆国オレゴン州、ワシントン州、カナダ・ブリティッシュコロンビア州）の沿岸、アフリカ東部など。特にCfcはシェットランド諸島、アラスカ州南海岸やアイスランド南部、さらにはノルウェー北部の北極圏内、北緯70度近くにまで分布する。
大陸東岸においてもアメリカ合衆国のアパラチア高原地域で見られる。ただし、これは周囲の平地が温暖湿潤気候で、高地にあって夏の気温が低いためにこのような気候になるものである（日本でも那須など、関東地方・中部地方の高原地帯にそのようなケースがみられる）。同様な要因で、熱帯地域の山岳部にもこの気候が現れる地域がある（周辺の平地は熱帯雨林気候である場合が多い。また本気候と境界部の一部にAfb（最暖月の平均気温が18℃以上22℃未満）となる地域が存在する）。また、南半球では、オーストラリア大陸の南東部やニュージーランドもこの気候である。これはオーストラリアが大陸としては小さいため、東岸においても大陸性気候の特徴がそれほど強く現れないためである。そのほか、後述の日本北部の一部地域のように、温暖湿潤気候から亜寒帯湿潤気候への移行部にもこの気候が分布する地域があるが、冬の寒さの厳しさなど、他の西岸海洋性気候の地域とは異なる面がある。

### 日本での分布地域
- 北海道の道南から道央にかけての一部沿岸地域や、本州北部の青森県や岩手県なども定義上はCfbに属する。南の温暖湿潤気候と、北の亜寒帯湿潤気候に挟まれた帯状に分布している[7]。
- しかしこれらの地域は気温や降水量の年較差が大きいこと、大陸の西岸ではないこと、さらには植生などからヨーロッパ西部の西岸海洋性気候とは趣を異にする。
- 日本の西岸海洋性気候に属する地域は夏季にやませの影響を受ける北日本太平洋側や、標高が高いためにCfaとはならない東日本以西の高原地帯が多く、Dfbや逆にCfaとの境界に近い地点も存在する。
- 高等学校の地図帳にかつて掲載されていた「日本におけるケッペンの気候区」によれば、西日本の紀伊山地、中国山地、四国山地、九州山地にもCfb（温帯多雨夏冷涼気候）の領域が分布している[8]。
- 過去に存在した山岳気象官署[注釈 1]である箱根山（標高940.2m）、比叡山（標高831.5m）、愛宕山（標高862.7m）、英彦山（標高1194.3m）、脊振山（標高1055.0m）も観測期間は短いがCfbに相当していた[9]。温泉岳（衣笠山、標高849.4m）も相当していたが、1977年3月に標高665.8m地点に移転した。
- 南九州では気温の年較差が比較的小さく、山岳地帯に過去に存在した霧島測候所（大浪池、標高1324m、廃止）では2月の平均気温が-1.6℃、7月の平均気温が18.6℃であった[9]。林野庁屋久島森林生態系保全センターの観測では、屋久島の淀川登山口（標高1380m）において1月・2月の平均気温は2℃前後、7月・8月の平均気温は19℃前後と、気温としては典型的な西岸海洋性気候の欧州大西洋沿岸の各都市に近い。しかし、屋久島淀川登山口の雨量は欧州各都市より一桁以上多く年間1万mm以上の雨量もしばしば観測されている[10]。

西岸海洋性気候に属する観測地点が存在するのは以下の市町村である。（かっこ書きはアメダスの設置点）：
- 北海道
  - えりも町（襟裳岬）標高63m - 最寒月の平均気温が-2.2℃であり、気候はDfbに限りなく近い
  - 浦河町（浦河）標高36.7m - 最寒月の平均気温が-2.4℃であり、気候はDfbに限りなく近い
  - 室蘭市（室蘭）標高39.9m - 最寒月の平均気温が-1.8℃であり、気候はDfbに近い
  - 神恵内村（神恵内）標高50m - 最寒月の平均気温が-2.3℃であり、気候はDfbに限りなく近い
  - 寿都町（寿都）標高33.4m - 最寒月の平均気温が-2.3℃であり、気候はDfbに近い
  - せたな町（せたな）標高10m - 最寒月の平均気温が-1.9℃であり、気候はDfbに近い
  - 函館市（川汲、高松[11]）標高25m - 最寒月の平均気温が-2.1℃、-2.6℃であり、気候はDfbに近い
  - 木古内町（木古内）標高6m - 最寒月の平均気温が-2.3℃、最暖月の平均気温が21.6℃であり、気候はDfb、Dfa、Cfaに近く各気候の境界部に位置する。また冬の積雪が多く特別豪雪地帯に指定されている
  - 伊達市（伊達）標高3m - 最寒月の平均気温が-2.9℃であり、気候はDfbに極めて近い。最暖月の平均気温も21.7℃であり、気候はCfaにも比較的近い
  - 八雲町（熊石）標高12m - 最寒月の平均気温が-2.0℃、最暖月の平均気温が21.9℃であり、木古内と同様に気候はDfb、Dfa、Cfaの境界部に位置し、特別豪雪地帯に指定されている

- 青森県
  - むつ市（むつ）標高2.9m
  - 大間町（大間）標高14m
  - 東通村（小田野沢）標高6m
  - 六ヶ所村（六ヶ所）標高80m

- 岩手県
  - 久慈市（久慈、山形）標高13m、290m。久慈の最暖月の平均気温が21.9℃であり、気候はCfaに極めて近い。山形の最寒月の平均気温は-2.7℃、最暖月の平均気温は21.3℃であり、気候はDfb、Cfaに近く温帯と亜寒帯の境界部に位置する
  - 洋野町（種市）標高70m
  - 普代村（普代）標高8m
  - 岩泉町（小本）標高3m
  - 宮古市はCfaに分類されるが最暖月の平均気温が22.1℃かつ22℃を上回るのは8月のみで気候はCfbに比較的近い

- 宮城県
  - 栗原市（駒ノ湯）標高532m - 最寒月の平均気温が-2.9℃であり、気候はDfbに極めて近い

- 山形県
  - 西川町（大井沢[12]）標高440m - 最寒月の平均気温が-2.3℃であり、気候はDfbに近い。最暖月の平均気温も21.8℃であり、Dfa、Cfaにも近く亜寒帯と温帯の境界部に位置する。また年間降水量が2719ミリで西岸海洋性気候の中では世界屈指の降水量を誇り冬季は全国指折りの豪雪地帯となり国から豪雪地帯の指定を受けている。
  - 大蔵村（肘折）標高330m - 最暖月の平均気温が21.9℃であり、気候はCfaに極めて近い

- 福島県
  - 天栄村（湯本）標高640m - 最寒月の平均気温が-2.4℃であり、気候はDfbに近い

- 茨城県
  - つくば市（筑波山[13]）標高868.6m - 2001年に観測所廃止

- 栃木県
  - 日光市（五十里）標高620m
  - 那須町（那須高原）標高749m

- 山梨県
  - 山中湖村（山中）標高992m - 最寒月の平均気温が-2.4℃であり、気候はDfbに限りなく近い

- 長野県
  - 阿智村（浪合）標高940m - 最寒月の平均気温が-2.3℃であり、気候はDfbに近い
  - 東御市（東御）標高958m

- 静岡県
  - 静岡市（葵区井川）- 最暖月の平均気温が22.4℃かつ22℃を上回るのは最暖月1カ月のみであり、気候はCfaであるがCfbに近い。また年間降水量が非常に多く豪雪地帯に指定されている。

- 熊本県
  - 阿蘇市（阿蘇山）標高1142.3m - 2017年12月に観測所廃止

## 典型的な都市

### Cfb
- アムステルダム（オランダ）
- ウィーン（オーストリア）
- ウェリントン（ニュージーランド）[14][15]
- カンポバッソ（イタリア）
- コペンハーゲン（デンマーク）
- サムスン (トルコ）
- サラエヴォ（ボスニア・ヘルツェゴビナ）
- ジュネーヴ（スイス）
- ヨーテボリ（スウェーデン）
- ブリュッセル（ベルギー）
- ダブリン（アイルランド）
- パリ（フランス）[14][15]
- ビルバオ（スペイン）
- ブダペスト（ハンガリー）
- プラハ（チェコ）
- ベルゲン（ノルウェー）[15]
- ベルリン（ドイツ）[15]
- 室蘭（日本）- Dfbとの境界部に位置する
- メルボルン（オーストラリア）[15]
- ロンドン（イギリス）[14][15]
- ワルシャワ（ポーランド）- Dfbとの境界部に位置する
- ボゴタ（コロンビア） - 低緯度であるが標高2640mの高原に位置するため熱帯にはならない
- バンクーバー（カナダ）

### Cfc
- ウシュアイア（アルゼンチン） - 最暖月の平均気温が10.3℃、かつ10℃を上回るのが最暖月1ヶ月のみであり、気候はETに限りなく近く、ETに分類することもある。ただし気温の年較差が小さい、樹木が生育しているなど、典型的なETよりは本気候区の特徴のほうが強く表れている。また、最寒月の平均気温が1.6℃であり、亜寒帯にはならない[16]。
- ジュノー（アメリカ合衆国アラスカ州）最寒月の平均気温が-2.1℃であり、気候はDfcに近い[17]。Dfcに分類することもある。
- トースハウン（フェロー諸島）
- プエルト・ウィリアムズ（チリ）
- プンタ・アレーナス（チリ）
- レイキャヴィーク（アイスランド）
- ノールカップ（ノルウェー） - 北緯71度10分。最寒月の平均気温が-2.8℃であり、気候はDfcに限りなく近く、Dfcに分類することもある。また、最暖月の平均気温も11.7℃であり、ETにも近い[18]。なお、最も近い町であるホニングスヴォーグはETに限りなく近いDfcである[19]。

## 気候の特徴
夏は涼しく、冬も暖流（北大西洋海流など）と偏西風によって暖かい空気が送られているため大陸東岸よりは緯度の割に寒くない。
メルボルンなど乾燥帯に近い地域や、ヨーロッパでも地中海性気候との境界部では、夏は乾燥帯や低緯度側から熱風が吹き込むため日較差が大きく最高気温が40℃を超えることもあるが、冬は温和となる。これ以外の地域では、夏の暑さは厳しくなく過ごしやすい。他の気候区と比べると年間の変化は少なくなっている。

## 樹木の特徴
この気候は別名をブナ気候という。それはブナ、ニレ、オークなどの落葉広葉樹（夏緑林）や、高地・高緯度地域では針葉樹が生育しているためである。
日本では、西岸海洋性気候に分類される地域と、ブナの北限が近接している特徴がある（より正確には、ヨーロッパのブナは「ヨーロッパブナ」という日本のブナの近縁種である）。

## 土壌
褐色森林土という肥沃（ひよく）な土壌が分布している。

## 産業の特性
Cfb地帯ではあまり暑くならず過ごしやすい。夏には良質な牧草が育ちやすいことから畜産と農耕を組み合わせた混合農業や酪農がさかんである。
西ヨーロッパでは地形の影響で内陸までこの気候が及び、河川流量が一定で水上交通が古くから発達したことなどが産業や文化を発達させたともいわれている。欧米をはじめとする西洋文明はこの気候によって育まれたという面も大きい。
Cfcは冬こそ積雪が根雪にならないものの、月平均気温10℃以上の持続期間が3か月以下で農耕が困難なため牧羊などの畜産が中心となる。シェットランドシープドッグもこのような気象条件の中で北欧のシープドッグを交配させて生まれた。

### 註釈
1. ↑  第二次世界大戦以前は日本各地に山岳気象官署が存在していたが、戦後に人員不足・ラジオゾンデの発達などから整理廃止されていった「高層気象観測の発展と現状」についてのコメントに対する回答 (PDF) 。これらの観測時代は古いため現在では気候が変わっている可能性がある。
2. ↑  従来、ブナの北限として黒松内町（Dfbに属する）が知られていたが、2007年、寿都町がブナの北限と確認された。